# التامانت (کالیفرنیا)
التامانت، کالیفرنیا (به انگلیسی: Altamont, California) یک محدوده ثبت‌نشده در ایالات متحده آمریکا است که در ایالت کالیفرنیا واقع شده‌است.

## خصوصیات
التامانت ۲۲۵٫۸۶ متر بالاتر از سطح دریا واقع شده‌است.